# Táhirih
Táhirih (1817-1852), que significa "A Pura" é o título dado a Fátimih Baraghání, a primeira mulher a acreditar no Báb. Táhirih é intensamente reverenciada na história bahá'í, tendo sido uma proeminente poetisa e teóloga, e forte expositora dos ensinamentos do Báb no Irã, foi também uma das primeiras a se levantar para defender os direitos das mulheres no mundo.

## Infância
Táhirih nasceu em Qazvín, Irã em 1817, filha de um clérigo muito famoso no Irã. Seu tio era sacerdote e seu irmão também possuía talentos do seu pai, por isso desde pequena os assuntos predominantes em sua casa era sobre a religião muçulmana.
Embora seu nome fosse Fátimih, era chamada e conhecida por Zarrín Taj, que significa "Aquela coroada com ouro", devido a sua distinção e qualidades, desde criança.
As mulheres eram tratadas como inferiores naquela época e, especificamente, naquele lugar. Apesar disso, seu pai permitia que ela escutasse suas aulas, desde que ficasse atrás de uma cortina, para que nenhum homem percebesse que ela estava ali.

## Busca pelo Prometido
Táhirih foi casada aos 13 anos de idade com Mullá Muhamad, um primo, e com ele teve três filhos.
Morou com seu pai, até se tornar seguidora de Syyid Kázim, deixando a cidade de Qazvín. Syyid Kázim liderava um movimento sobre o qual ensinava que um novo Profeta de Deus apareceria, e cumpriria todas as promessas de todas as religiões, especialmente as de Muhammad, Profeta do Alcorão.
Como não era permitido que as mulheres viajassem sozinhas, Tahiríh fazia muitas perguntas a Siyyid Kázim através de cartas, e ele respondia suas dúvidas. Passando a admirar os ensinamentos Shaykh Ahmad e Syyid Kázim,  começou a desejar intensamente encontrar O Prometido, devido ao fato de que o Irã estava atrasado e que as mulheres eram precariamente educadas. Disse ela a seu tio:
"Quando chegará o dia em que novas leis serão reveladas na Terra? Eu serei a primeira a seguir esses novos Ensinamentos e dar minha vida pelas minhas irmãs."
Através de um artigo que escreveu sobre Shaykh Ahmad, Táhirih, devido a resposta de Syyid Kázim, ficou conhecida como Qurratu'l-'Ayan, "Consolo dos olhos".

## O Sonho
Táhirih viajou para Karbilá em 1843, para visitar Syyid Kázim, que para sua infelicidade havia falecido há 10 dias. Morou por 3 anos naquela cidade, e foi nessa época que sonhou sobre o aparecimento do Prometido.
Tahiríh lembrou de algumas palavras, na qual um jovem descendente do Profeta Muhammad havia repetido em seu sonho. Escreveu uma carta com essas palavras, e pediu que seu cunhado Mírzá Muhmmad-'Alí, que deixaria Qazvín em busca do Prometido, entregasse a Ele, quando O encontrasse. Na carta escreveu:
"Certamente irá encontrá-Lo em sua jornada. Diga-Lhe por mim: 'A luz de Tua face faiscou defronte meus olhos e seus raios ergueram-se muito acima de mim.' Então, fale as palavras:'Não sou Eu o teu Senhor? Tu és, Tu és! Todos nós responderemos."
Mirzá Muhammad-'Ali, ao reconhecer o Báb em Shiráz, como O Prometido, entregou-Lhe a carta. O chunhado se tornou a 16ª Letra do Vivente, e quando o Báb leu a carta de Tahiríh, Ele a declarou como a 17ª Letra do Vivente. Assim Tahiríh tornou-se a única Letra do Vivente que nunca esteve na presença do Báb, foi também a primeira mulher a reconhecê-Lo.

## Aprisonamento
Quando Táhirih se tornou devotada crente no Báb, ensinava sua Fé abertamente, incluindo na própria Cidade Sagrada do Islã. Por se recusar a continuar celebrando os Dias Sagrados da religião muçulmana, e por começar a seguir os ensinamentos do Báb, em certa ocasião foi levado ao governador da cidade para ser punida. Tahiríh ficou presa em sua casa durante 3 meses, na qual não lhe era permitido ver ninguém. Nesse período, o governador ainda não havia decidido uma punição definitiva para Tahiríh.
Tahiríh, posteriormente, deixou Karbilá e foi para Bagdá, para tentar ir de encontro com o Báb. Tendo recebido autorização do governador, que antecipou que deveria ficar lá até que uma decisão final fosse tomada. Enquanto saia da cidade, Tahiríh foi apedrejada por algumas pessoas.
Em Bagdá, Tahiríh proferia palestras e ensinava sua Causa todos os dias. Muitas pessoas iam ouvir suas palestras, e muitos iniciaram uma investigação pessoal da Verdade, especialmente as mulheres. Ela convidou sacerdotes para discussões públicas sobre esses novos ensinamentos religiosos, mas nenhum deles compareceu. Embora muitos deles protestassem contra ela.
Para protegê-la, o governador enviou-a para morar na casa do juiz de Bagdá, junto com outras senhoras.
Morou nessa casa, por um tempo, no ano de 1847. Tahiríh frequentemente orava e jejuava. O juiz, quando escreveu um livro sobre sua vida, mencionou a época em que Tahiríh esteve em sua casa. Impressionado com as qualidades que ela demonstrava, registrou:
"Vejo nela tal conhecimento, educação, gentileza e bom caráter, como jamais vi em nenhum grande homem deste século."
Ao ser liberta, entretanto, o governador ordenou a ela que deixasse o Iraque, e fosse imediatamente para o Irã.

## Perseguições
Muitos fatores levaram os babís a serem perseguidos naquela região do mundo, devido a forte aceitação que esses novos ensinamentos provocaram naquelas pessoas, aumentando o grau de agitação dos muçulmanos. Muitos desentendimentos foram, entretanto, desculpas para que a culpa se recaíssem sobre os babís. Muitos deles foram mortos pelos próprios civis, com facas, espadas, machados e lanças.
Algumas pessoas não estavam satisfeitas, acreditavam que Táhirih deveria sofrer o mesmo tipo de punição. Bahá'u'lláh ajudou-a para que ela deixasse aquela cidade e fosse para Teerã.

## Conferência de Badasht
A conferência convocada pelo Báb na província de Khurásán, aconteceu em Badasht, um pequeno vilarejo. Bahá'u'lláh alugou três jardins, um para Quddús (Uma das Letras da Vida), outro para Táhirih e sua criada, e outro para Ele Próprio. No meio dos três jardins havia um pátio, onde os seguidores do Báb podiam conversar e consultar sobre os assuntos pendentes. O Báb não estava presente, pois estava na prisão. Somavam-se oitenta e um presentes naquela conferência.
Bahá'u'lláh escrevia várias epístolas, com explicações para que algum dos babís lessem em voz alta. Nestas epístolas, deu um título para cada um dos babís ali presentes. Foi então que Fatimih recebeu o título de "Tahírih" que significa "A Pura".
Em um desses dias, Bahá'u'lláh ficou doente e não saiu de Sua tenda, os bahá'ís acreditam que havia sabedoria nisso, pois foi nesse dia que Tahiríh ficou sozinha em seu jardim, enquanto todos se reuniam em volta de Bahá'u'lláh. Táhirih então enviou uma mensagem para Quddús, convidando-o para que fosse vê-la no jardim. Quddús naturalmente se recusou a ir, mas todos ficaram surpresos quando Táhirih apareceu, sem o véu, e elegantemente vestida. As mulheres, na tradição islâmica, são rigidamente proibidas de aparecer sem o véu em público, e a atitude de Táhirih deixou muitos homens confusos. É registrado que um homem fugiu de Táhirih e cortou a própria garganta. Outros simplesmente saíram. A medida que os ensinamentos iam se disseminando, no intuito de quebrar antigas leis, e estabelecer leis novas, a confusão foi aumentando e muitos se recusavam a abandonar leis antigas. O Báb estabelece a necessidade da igualdade entre homens e mulheres.
Táhirih e Quddús foi incumbido a tarefa de preparar os seguidores do Báb para Seus ensinamentos.
A Conferência de Badasht durou 22 dias. Conhecido, devido a Táhirih, como fim de uma lei de 1200 anos no Islã e o início de uma nova era.

## Martírio
Depois que um jovem havia atentado sobre a vida do rei, inúmeros babís foram injustamente acusados e o primeiro-ministro ordenou que dois sacerdotes fossem investigar Táhirih. Várias vezes foram eles visitá-la, mas da última vez, Táhirih repreendeu fortemente esses sacerdotes, que chocados, escreveram sua sentença de morte, em nome do Sagrado Alcorão.
Táhirih sabia com antecedência de sua morte, e se vestiu com a melhor roupa e perfume, orou e meditou todo o tempo à espera de seu martírio. Teria ela dito ao guarda, no momento de sua morte:
"Você pode matar-me quando quiser, mas não pode impedir a emancipação das mulheres."
Táhirih foi martirizada em agosto de 1852 em Teerã, quando estava com 36 anos, e se tornou rapidamente famosa, tendo sua história chegado também na Europa.
Táhirih é lembrada como uma mártir sufragista, mas os bahá'ís lembram-se dela como outras religiões reverenciam Sarah, Ásíyih, Fátimih e a Virgem Maria.
É costume que no Irã, quando os pais desejam encorajar suas filhas a progredir, dizer a elas "Seja como uma Táhirih".